# تپه ملا طیب بولاغی ۲
تپه ملا طیب بولاغی ۲ مربوط به کالکولتیک (مس‌سنگی) - دوره اسلامی قرن ۶ تا ۸ ه.ق است و در شهرستان تکاب، بخش مرکزی، دهستان انصار، روستای سبیل واقع شده و این اثر در تاریخ ۳۰ دی ۱۳۸۵ با شمارهٔ ثبت ۱۶۷۵۲ به‌عنوان یکی از آثار ملی ایران به ثبت رسیده است.